# Paracanthon pereirai
Paracanthon pereirai är en skalbaggsart som beskrevs av Andretta och Martinez 1957. Paracanthon pereirai ingår i släktet Paracanthon, och familjen bladhorningar. Inga underarter finns listade.